# Gagea quettica
Gagea quettica är en liljeväxtart som beskrevs av Igor Germanovich Levichev och Syed Irtifaq Ali. Gagea quettica ingår i Vårlökssläktet och i familjen liljeväxter. Inga underarter finns listade.